# Оболенский, Пётр Николаевич
Князь Пётр Николаевич Оболенский (1760—1833) — тульский губернатор, действительный статский советник из рода князей Оболенских.

## Биография
Сын майора князя Николая Петровича Оболенского (1728—1796) от брака его с княжной Марией Алексеевной Белосельской. Получил домашнее образование.
В 1783 году начал службу в лейб-гвардии Конном полку в чине подпоручика. С 1789 лейб-гвардии ротмистр, с 1793 года — бригадир.
В 1793—1795 годах вице-губернатор Тульской губернии. В 1794 году получил свой единственный орден — Св. Владимира III степени.
С 1795 правитель Вознесенского наместничества до его присоединения к Херсонской губернии указом Павла I от 12 декабря 1796 г.
Почти месяц оставался не у дел. 6 января 1797 назначен тульским губернатором и на следующий день из генерал-майора переименован в действительного статского советника. Уже в марте того же года вышел в отставку. 
Жил с семьей в Москве, в своем большом доме на Новинском бульваре, где кроме родных и близких, редко кого принимал. В 1811-16 гг. ему принадлежало село Ховрино близ Москвы. Оболенский был вдовцом, поэтому всем хозяйством в доме и воспитанием детей занималась его свояченица Кашкина.
По воспоминаниям современников, князь был «среднего роста, с высоким лбом, зачесанными назад, напудренными белыми волосами, умными голубыми глазами, любезный, веселый и резвый». Главной чертой его характера была искренность, которой он руководился на пути своей жизни. В Москве все его любили и он пользовался особым доверием в обществе. Скончался в 1833 году.

## Семья

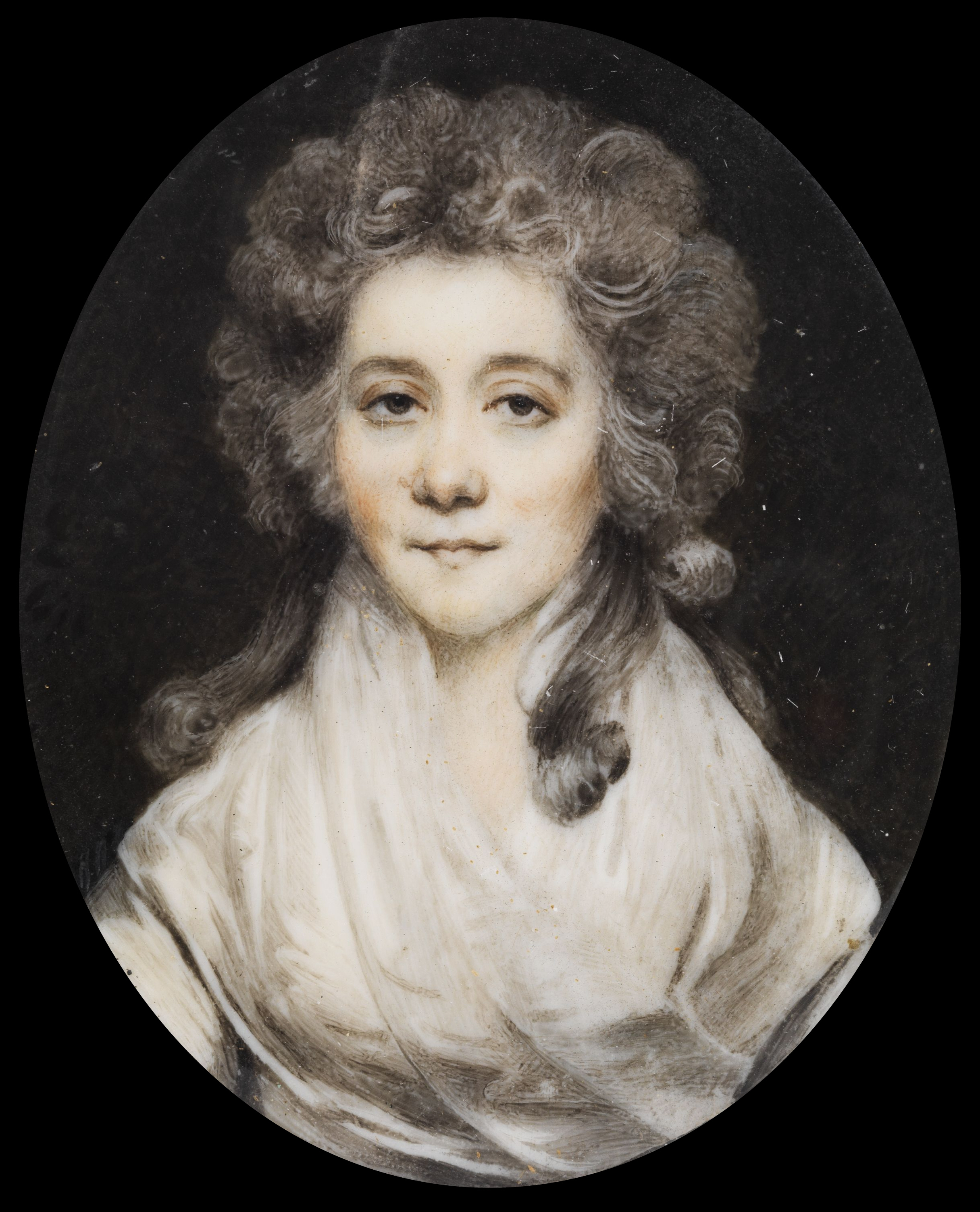
Анна Евгеньевна, 2-я жена

1. жена (с 23 июля 1787 года)[5][6] — Александра Фадеевна Тютчева (1767—1793), дочь богатого помещика Фадея Петровича Тютчева. Умерла вскоре после родов, оставив детей:
  - Татьяна Петровна (12.05.1788[7]— ?)
  - Николай Петрович (1790—1847), подполковник, участник Отечественной войны 1812 года, женат на княжне Наталье Дмитриевне Волконской (ум. 1843), их внук Д. Д. Оболенский.
  - Дарья Петровна (ум. 1798)
  - Мария Петровна (1793— ?), замужем за Сергеем Борисовичем Леонтьевым (1785— ?).
2. жена (с 1794 года) — Анна Евгеньевна Кашкина (02.10.1778—11.06.1810[8]), дочь генерал-аншефа и тульского генерал-губернатора Е. П. Кашкина. Была самой красивой из всех его дочерей: с карими глазами и чертами лица тонкими, миловидными, по характеру нежная и любящая[9]. Помолвка её с Оболенским, по словам мемуариста А. Т. Болотов (находившего Оболенского «любви и почтения достойным»), была в день Вознесенья в 1794 году в Туле в доме наместника Кашкина, после торжественного обеда был бал, где все тульское дворянство поздравляло молодых[10]. Княгиня Анна Евгеньевна скончалась от родильной горячки, оставив 8 детей:
  - Евгений Петрович (1796—1865), декабрист.
  - Константин Петрович (1798—1861), штабс-капитан, за принадлежность к движению декабристов был арестован, но по указу Николая I выпущен и переведен в Егерский полк под надзор. С 1826 года в отставке, с разрешения жил у отца в Москве. В 1841 году женился на богатой помещице Авдотье Матвеевне Чепчуговой, жили отдельно. Она перешла в католичество и умерла в Италии в монастыре.
  - Екатерина Петровна (1800—1827), замужем с 6 февраля 1821 года[11] за лейтенантом Андреем Васильевичем Протасьевым (1781—1848).
  - Александра Петровна, замужем (с 10 ноября 1826 года)[12] за Алексеем Ивановичем Михайловским.
  - Пётр Петрович (02.02.1804[13]— ?), крестник братьев Николая и Евгения, и сестер — Марии и Екатерины.
  - Варвара Петровна (1806—1888), замужем (с 29 июля 1827 года)[14] за Алексеем Владимировичем Прончищевым.
  - Наталья Петровна (17.09.1807—1887), с 1838 года вторая жена князя Александра Петровича Оболенского.
  - Дмитрий Петрович (06.02.1809[15]—1854)
  - Сергей Петрович (30.04.1810[16]—1849). Был женат на Александре Андреевне Бологовской(?) и имел пятерых детей: Пётр, Модест, Александр, Наталья, Владимир. Его внучка, Ольга Александровна (28.01.1881 — 27.09.1911) была замужем за Б. В. Каховским.